# ولوبی (اردو)
ولوبی (به ترکی استانبولی: Ulubey) یک منطقهٔ مسکونی در ترکیه است که در استان اردو واقع شده‌است. ولوبی ۶۰۲ متر بالاتر از سطح دریا واقع شده‌است.